# Porsica sidaonta
Porsica sidaonta är en fjärilsart som beskrevs av Sergius G. Kiriakoff 1970. Porsica sidaonta ingår i släktet Porsica och familjen tandspinnare. Inga underarter finns listade i Catalogue of Life.